# 亞美利加 (伊利諾州)
亞美利加（英語：America）是位於美國伊利诺伊州普瓦斯基縣的一個非建制地區。該地的面積和人口皆未知。

## 地理
亞美利加的座標為37°08′18″N 89°07′25″W / 37.13833°N 89.12361°W，而該地的平均海拔高度為108米（即354英尺）。